# Tortula pallida
Tortula pallida là một loài Rêu trong họ Pottiaceae. Loài này được (Lindb.) R.H. Zander miêu tả khoa học đầu tiên năm 1993.